# Malé Kosihy
Malé Kosihy (in ungherese Ipolykiskeszi) è un comune della Slovacchia facente parte del distretto di Nové Zámky, nella regione di Nitra.